# Sauviat
Sauviat is een gemeente in het Franse departement Puy-de-Dôme (regio Auvergne-Rhône-Alpes) en telt 447 inwoners (1999). De plaats maakt deel uit van het arrondissement Thiers.

## Geografie
De oppervlakte van Sauviat bedraagt 15,9 km², de bevolkingsdichtheid is 28,1 inwoners per km².
De N141 loopt dwars door het dorpje.
De onderstaande kaart toont de ligging van Sauviat met de belangrijkste infrastructuur en aangrenzende gemeenten.

## Demografie
Onderstaande figuur toont het verloop van het inwonertal (bron: INSEE-tellingen).